# 1Y busz (Zalaegerszeg)
A zalaegerszegi 1Y jelzésű autóbusz a Vasútállomás és Andráshida, Hatház forduló megállóhelyek között közlekedik, a Vasútállomás felé Apátfa érintésével. A vonalat a Volánbusz üzemelteti.

## Útvonala
| Andráshida, Hatház forduló felé | Vasútállomás felé |
| --- | --- |
| Vasútállomás vá. – Zrínyi Miklós utca – Kosztolányi Dezső utca – Kovács Károly tér – Kazinczy tér – Rákóczi Ferenc utca – Ola utca – Hock János utca – Körmendi út – Gébárti út – Szentmártoni utca – Berek utca – Kutasi utca – Körmendi út – Hatházi utca – Andráshida, Hatház forduló vá. | Andráshida, Hatház forduló vá. – Hatházi utca – Körmendi út – Novák Mihály utca – Gazdaság utca – Apátfa utca – Andráshida utca – Körmendi út – Hock János utca – Ola utca – Rákóczi Ferenc utca – Kazinczy tér – Széchenyi tér – Kossuth Lajos utca – Zrínyi Miklós utca – Vasútállomás vá. |

## Megállóhelyei
| 0  | Vasútállomás végállomás                   | 27 | 1, 1U, 3, 3Y, 4, 4A, 4E, 4U, 4Y, 5U, 9U, 10, 10Y, 11, 11A, 11Y, 41, C2, C4 Zalaegerszeg |
| 1  | Hunyadi utca                              | ∫  | 1, 1E, 1U, 3, 3Y, 8, 5U, 9U, 10, 10C, 10Y, 26, 30, 30A, 30C, 41                         |
| 2  | Önkiszolgáló étterem                      | ∫  | 1, 1E, 1U, 3, 3Y, 4, 8, 5U, 9U, 10, 10C, 10Y, 26, 30, 41, C2                            |
| 4  | Kovács Károly tér                         | ∫  | 1, 1E, 1U, 3, 3C, 3Y, 5, 5C, 5U, 5Y, 8, 9, 9U, 10, 10C, 10Y, 26, 30, 41, C2, C5         |
| ∫  | Kórház (Zrínyi utca)                      | 26 | 1, 1U, 3, 3Y, 5U, 8, 8E, 9U, 10, 10Y, 11, 11A, 11Y, 41, C1                              |
| ∫  | Gyógyszertár (Kossuth utca)               | 24 | 1, 1U, 3, 3C, 3Y, 5U, 8, 8C, 8E, 9U, 11, 11A, 11Y, 24, 41                               |
| ∫  | Széchenyi tér                             | 22 | 1, 1U, 3, 3C, 3Y, 5, 5C, 5U, 5Y, 8, 8C, 8E, 9U, 11, 11A, 11Y, 24, 41                    |
| 6  | Kazinczy tér                              | ∫  | 1, 1A, 1E, 1U, 10, 10C, 10E, 10Y, 24, 26, 30, 30C, C2                                   |
| 8  | Zrínyi Gimnázium                          | 19 | 1, 1A, 1E, 1U, 10, 10C, 10Y, 11, 11A, 11Y, 24, 26                                       |
| 9  | Olai templom (Interspar)                  | 18 | 1, 1A, 1E, 1U, 10, 10C, 10E, 10Y, 11, 11A, 11Y, 24, 26                                  |
| 11 | Ola, temető (↓) Ola utca - Platán sor (↑) | 17 | 1, 1A, 1E, 1U, 10, 10Y, 11, 11A, 11Y, 24, 48, 69, C1, C4                                |
| 12 | Malom utca (Zala Bútor)                   | 15 | 1, 1A, 1E, 1U, 24, 69, C1                                                               |
| 13 | Kiskondás étterem                         | 14 | 1, 1A, 1E, 1U, 24, 69, C1                                                               |
| 14 | Hock János utca (Bíbor utca)              | 13 | 1, 1A, 1E, 1U, 24, 69, C1                                                               |
| 16 | Teskándi elágazó                          | 11 | 1, 1A, 1E, 1U, 24, 69, C1                                                               |
| 18 | Andráshida, Körmendi út                   | ∫  | 1, 1U                                                                                   |
| 19 | Andráshida, Gébárti út (tó)               | ∫  | 1, 1E, 1U                                                                               |
| 20 | Andráshida, Szentmártoni út               | ∫  | 1, 1E, 1U                                                                               |
| 21 | Andráshida, Berek utca                    | ∫  | 1, 1E, 1U                                                                               |
| 22 | Andráshida, Kutasi utca 25.               | ∫  | 1, 1E, 1U                                                                               |
| 23 | Andráshida, Novák Mihály utca             | ∫  | 1, 1E, 1U, 24, C1                                                                       |
| ∫  | Andráshida, Andráshida utca 16.           | 9  |                                                                                         |
| ∫  | Andráshida, Apátfa alsó                   | 7  |                                                                                         |
| ∫  | Andráshida, Apátfa központ                | 6  |                                                                                         |
| ∫  | Andráshida, temető                        | 5  |                                                                                         |
| 24 | Andráshida, sportpálya                    | 4  | 1, 1E, 1U, 69, C1                                                                       |
| 26 | Andráshida, repülőtér                     | 1  | 1E, 1U                                                                                  |
| 27 | Andráshida, Hatház forduló végállomás     | 0  | 1U                                                                                      |